# Road to Ruin
Road to Ruin es el cuarto álbum de estudio del grupo de punk The Ramones. Fue lanzado al mercado el 21 de septiembre de 1978, por Sire Records. Este es el primer álbum el cual cuenta con la participación del baterista Marky Ramone remplazando al miembro fundador Tommy Ramone.

## Información del álbum
Este álbum muestra mayor seriedad en sus composiciones, tono que continuaría en los discos siguientes y, de manera notable, en End of the Century, de 1980. Se evidencia también la influencia de las bandas de chicas de los 60 y de los Byrds en temas como "Don't Come Close" y en la versión "Needles and Pins" originalmente de Jackie DeShannon y más tarde un hit de la banda The Searchers.
El disco cuenta con el tema "I Wanna Be Sedated", una de las canciones más populares de la banda.
Es el primer álbum donde participa Marky Ramone como baterista después de que el baterista original, Tommy Ramone, abandonara el grupo debido a la fatiga causada por las intensas giras de la banda. Tommy Ramone fue sin embargo quien produjo el álbum bajo su verdadero nombre Tommy Ederlyi, más tarde también participaría como productor en Too Tough to Die de 1984.
El álbum fue remasterizado y relanzado por Rhino Records el 19 de junio de 2001. Este cuenta con pistas extras, incluyendo versiones alternativas y demos. Dos de los bonus tracks "Rock 'n' Roll High School (Ed Stasium versión)" y "Blitzkrieg Bop/Teenage Lobotomy/California Sun/Pinhead/She’s the One (En vivo)", son sacados del soundtrack de la película Rock 'n' Roll High School.
La banda de hardcore punk, Bad Brains, tiene ese nombre debido a la canción que lleva el mismo nombre "Bad Brain".
"I'm Against It" fue interpretada por el grupo de thrash metal Overkill en su álbum Coverkill. 
La versión norteamericana del álbum fue editado en su tradicional vinilo negro, mientras que la versión original británica fue editado con vinilo amarillo.
La portada del álbum fue diseñada por el editor de la revista Punk, John Holmstrom.

## Lista de canciones
Todas las canciones escritas por The Ramones excepto las indicadas.

Todas las canciones escritas y compuestas por Ramones; except where indicated. 
| Side two |                                       |                           |          |  |
| N.º      | Título                                | Escritor(es)              | Duración |  |
| 1.       | «I Just Want to Have Something to Do» |                           | 2:42     |  |
| 2.       | «I Wanted Everything»                 |                           | 3:18     |  |
| 3.       | «Don't Come Close»                    |                           | 2:44     |  |
| 4.       | «I Don't Want You»                    |                           | 2:26     |  |
| 5.       | «Needles and Pins»                    | Sonny Bono, Jack Nitzsche | 2:21     |  |
| 6.       | «I'm Against It»                      |                           | 2:07     |  |
| 7.       | «I Wanna Be Sedated»                  |                           | 2:29     |  |
| 8.       | «Go Mental»                           |                           | 2:42     |  |
| 9.       | «Questioningly»                       |                           | 3:22     |  |
| 10.      | «She's the One»                       |                           | 2:13     |  |
| 11.      | «Bad Brain»                           |                           | 2:25     |  |
| 12.      | «It's a Long Way Back»                |                           | 2:20     |  |

2001 Expanded Edition CD (Warner Archives/Rhino) bonus tracks

| 2001 Expanded Edition CD (Warner Archives/Rhino) bonus tracks |                                                                                       |                                    |          |  |
| N.º                                                           | Título                                                                                | Escritor(es)                       | Duración |  |
| 13.                                                           | «I Want You Around» (Version de Ed Stasium)                                           |                                    | 3:02     |  |
| 14.                                                           | «Rock 'n' Roll High School» (Version de Ed Stasium)                                   |                                    | 2:20     |  |
| 15.                                                           | «Blitzkrieg Bop"/"Teenage Lobotomy"/"California Sun"/"Pinhead"/"She's the One» (Vivo) | Ramones, Henry Glover, Morris Levy | 11:00    |  |
| 16.                                                           | «Come Back, She Cried aka I Walk Out» (Demo)                                          |                                    | 2:21     |  |
| 17.                                                           | «Yea, Yea» (Demo)                                                                     |                                    | 2:08     |  |

Notas
- Tracks 13-14 publicados por primera vez en Hey Ho! Let's Go: The Anthology, Rhino #75817 (7/20/99)
- Track 15 pertenece al soundtrack original de la película Rock 'n' Roll High School, Sire #6070 (4/79). Producido y grabado por Ed Stasium. Ingeniero de remezcla: Joel Soifer.
- Track 16 es material inédito. Outtake de las sesiones de Road to Ruin.
- Track 17 fue publicado por primera vez en All The Stuff (And More!) Volume 2, Sire #26618 (7/91). Producido por Tommy Erdelyi, escrita por Joey Ramone. Registrado durante las sesiones para los demos de Pleasant Dreams.

## Integrantes
- Joey Ramone - Vocalista líder
- Johnny Ramone - Guitarra líder
- Dee Dee Ramone - Bajo, órgano y coros
- Marky Ramone - Batería y pandereta

- Datos: Q746547